# Les Quatre Cents Coups de Montauban
Les Quatre Cents Coups de Montauban  est un épisode du siège de la ville par Louis XIII alors que le roi catholique tente en vain de venir à bout de la ville huguenote.

## Le contexte historique
Au début du XVIIe siècle, après l'assassinat d'Henri IV (1610), la France de Louis XIII se lance à l'assaut de la république des parpaillots. L'édit de Nantes (1598) leur avait permis d'obtenir un certain nombre de libertés comme la pratique du culte mais aussi des avantages politiques : places de sûreté, assemblées, députés représentant le parti protestant à la cour. Soutenu par sa mère Marie de Médicis, le jeune Louis XIII n'entend pas conserver cette situation qui brave l'autorité royale qui, elle, ne peut être que catholique. Les tensions entre les deux communautés religieuses sont désormais telles que l'armée royale se mobilise pour faire face à la résistance huguenote. Les places fortes protestantes qui dénient la religion du roi de France, sont systématiquement assiégées. Réfractaire à cette autorité, Montauban doit donc subir les foudres des canons du Roi catholique.
À cette époque, Montauban est une place de sûreté comme La Rochelle. La place forte quercynoise est alors baptisée la petite Genève française. Entièrement huguenote, sa population d'environ 15 000 habitants compte 10 000 calvinistes. La gestion de la ville est aux mains de consuls (élus par 25 habitants représentant toutes les corporations de la ville) qui jouissent d'une grande autonomie. Depuis 1600, on y trouve un collège et une académie qui recrutent des élèves dans toutes les provinces du royaume et à l'étranger. C'est pour toutes ces raisons que Montauban-la-protestante donne l'image d'une véritable république huguenote où les catholiques n'ont plus droit de cité.
Louis XIII, après avoir soumis Agen, décide le 10 août 1621 de mettre fin à la fronde montalbanaise. Le 17 août, le roi s'installe au château de Montbeton et entame le siège. Ce dernier ne cesse que quatre mois plus tard avec la victoire des Montalbanais.

## Une résistance efficace
C'est un fait que les Montalbanais ont pu résister grâce à un petit nombre d'hommes contre la pléthorique armée royale. Il est vrai également que le premier Consul de la ville, Jacques Dupuy (1591-1621) avait pris soin de préparer la ville au siège en constituant d'imposantes réserves de vivres. Durant tout le siège, les Montalbanais ne souffrirent à aucun moment de la faim. L'armée royale subit des pertes dramatiques. Louis XIII aurait fait appel à un carme déchaux aragonais, un alchimiste très connu. Il  aurait médité un long moment avant de donner la recommandation suivante au Roi : « il faut faire peur aux habitants de la ville. Une grande peur qui les fera se rendre ». La cannonade a été évoquée par le maréchal de Bassompierre dans ses Mémoires où il écrit que le roi, incité par le carme déchaux à bombarder la ville de 400 coups de canons, « m’envoya quérir, le dimanche 20 septembre pour faire tirer les 400 coups de canon ; comme je fis ».  Il y eut plus de 650 tirs ce jour-là, d’après un autre témoin… L’expression  les « 400 coups » rappelle la violence des canonnades, mais ces 400 coups ne pouvaient être tirés en même temps comme le veut la légende. Au total, on compte près de 16 000 tirs en deux mois et demi. En vain…
Ajoutons pour la bonne compréhension, que jusque là les canonnades visaient essentiellement les remparts pour y créer des brèches... L'idée du carme était de faire tirer 400 coups dans la ville, pour effrayer la population, ce qui fut effectivement sans effet.
Décimée par la fièvre pourpre, une grave épidémie qui provoquait sur le corps des taches d’un rouge vif, l’armée de Louis XIII capitule au début de novembre et le roi lève le siège.